# Arve Haugen
Arve Haugen (* 28. Mai 1943 in Trondheim) ist ein ehemaliger norwegischer Radrennfahrer und nationaler Meister im Radsport.

## Sportliche Laufbahn
Haugen (vollständig: Arve Margido Haugen) war im Straßenradsport und im Bahnradsport aktiv. Er war Teilnehmer der Olympischen Sommerspiele 1972 in München. Bei den Spielen war er Mitglied der norwegischen Vierermannschaft, die im Mannschaftszeitfahren den 5. Platz belegte. Im Einzelrennen schied er aus.
1963 gewann er bei den nationalen Meisterschaften im Bahnradsport den Titel im Sprint. Weitere Titel im Bahnradsport gewann er 1970 im 1000-Meter-Zeitfahren und in der Einerverfolgung (wie auch 1971 und 1974). Bei den Bahnradsport-Weltmeisterschaften 1969 startete er im 1000-Meter-Zeitfahren und kam auf den 14. Rang.
In Schweden gewann er 1970 das Solleröloppet. 1971 und 1972 siegte er im Tønsberg Grand Prix. 1971 siegte er im Eintagesrennen Tyrifjorden Rundt. 1972 wurde er beim Sieg von Thorleif Andresen Zweiter in der Tour de la Manche.

## Berufliches
1973 eröffnete er zusammen mit Knut Næss einen Fahrradladen.